# Lemon Jelly
Lemon Jelly je britská hudební skupina, hrající elektronickou hudbu. Vznikla v roce 1998 v Londýně. Jejími členy jsou Nick Franglen a Fred Deakin. Skupina byla nominována na ceny Mercury Music Prize a BRIT Awards.

## Diskografie
- The Bath (1998)
- The Yellow (1999)
- The Midnight (2000)
- Lemonjelly.ky (2000)
- Lost Horizons (2002)
- '64–'95 (2005)